# Xã Ions Creek, Quận Yell, Arkansas
Xã Ions Creek (tiếng Anh: Ions Creek Township) là một xã thuộc quận Yell, tiểu bang Arkansas, Hoa Kỳ. Năm 2010, dân số của xã này là 88 người.